# Aldea San Rafael
Aldea San Rafael ou Aldea Cuestas est une localité rurale argentine située dans le département de Paraná et dans la province d'Entre Ríos. Elle est située sur un chemin rural à 9 km au nord de Crespo, à 2 km à l'ouest du ruisseau El Espinillo et à 2 km à l'est du ruisseau Sauce.

## Histoire
À la fin du XIXe siècle, le gouverneur Clemente Basavilbaso a inauguré la ligne de chemin de fer reliant Nogoyá à la ville de Paraná et a vu un avenir prometteur pour l'agriculture dans cette région. Il a envoyé des émissaires qui ont été emmenés de Crespo à l'estancia de Marcos Cuestas. Un contingent d'Allemands de la Volga a acheté le terrain situé à côté du manoir Cuestas (qui est resté debout pendant de nombreuses années), ce qui a donné naissance au village. Selon des témoignages oraux, un Allemand de la Volga vivant aux États-Unis a permis aux propriétaires de payer leurs terres avec un crédit, étant donné la faible valeur des céréales. L'école primaire a commencé à fonctionner en 1913 et dispose maintenant d'une école secondaire.

## Démographie
La population de la localité, c'est-à-dire à l'exclusion de la zone rurale, était de 80 habitants en 1991 et de 101 en 2001. La population de la juridiction du conseil d'administration était de 397 habitants en 2001.
Les limites de compétence du conseil d'administration ont été fixées par le décret no 692/2000 MGJE du 2 février 2000.